# Vincent Hancock
Vincent Hancock (ur. 19 marca 1989 w Port Charlotte) – amerykański strzelec sportowy, czterokrotny mistrz olimpijski, czterokrotny indywidualny mistrz świata.
Specjalizuje się w konkurencji skeet. Jest złotym medalistą igrzysk olimpijskich w 2008 roku w Pekinie i w Londynu w 2012 roku. W 2021 roku, na letnich igrzyskach olimpijskich w Tokio, wywalczył trzeci złoty medal olimpijski w konkurencji skeetu.

## Igrzyska olimpijskie
| Igrzyska | Miejscowość    | Konkurencja | Kwalifikacje | Kwalifikacje | Finał | Finał   |
| Igrzyska | Miejscowość    | Konkurencja | Wynik        | Pozycja      | Wynik | Pozycja |
| -------- | -------------- | ----------- | ------------ | ------------ | ----- | ------- |
| IO 2008  | Pekin          | Skeet       | 121          | 1. Q         | 145   | złoto   |
| IO 2012  | Londyn         | Skeet       | 123          | 1. Q         | 148   | złoto   |
| IO 2016  | Rio de Janeiro | Skeet       | 119          | 15.          | NQ    | NQ      |
| IO 2020  | Tokio          | Skeet       | 122          | 4. Q         | 59    | złoto   |
| IO 2024  | Paryż          | Skeet       | 123          | 4. Q         | 58    | złoto   |
| IO 2024  | Paryż          | Skeet mikst | 148          | 2. Q         | 44    | srebro  |